# 編笠山 (大阪府)
編笠山（あみがさやま）は、大阪府河内長野市の標高635mの山。

## 概要
山頂は木々に囲まれ展望は無い。山頂近くのタツガ岩という岩からの展望は良いが危険な場所である。登山としては一徳防山と編笠山を縦走することが多い。